# Пост (военное дело)

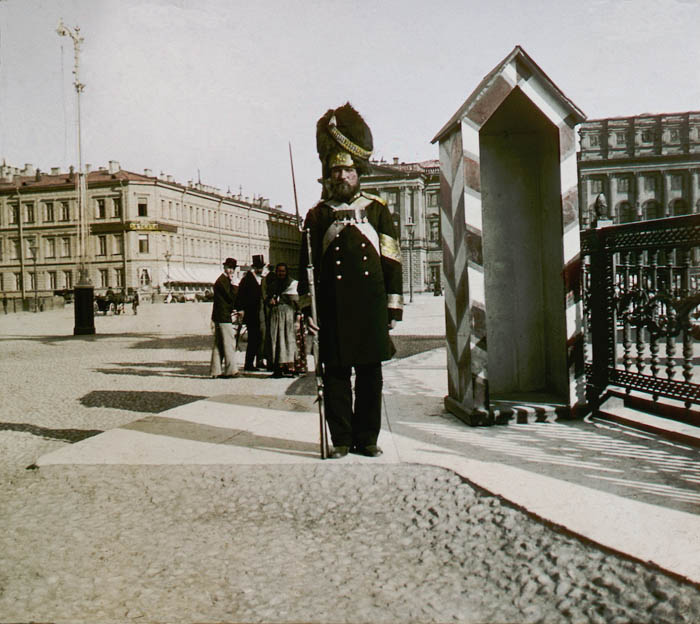
Часовой из числа личного состава роты дворцовых гренадер на посту у памятника Николаю I на Исаакиевской площади в Санкт-Петербурге, 1896 год.

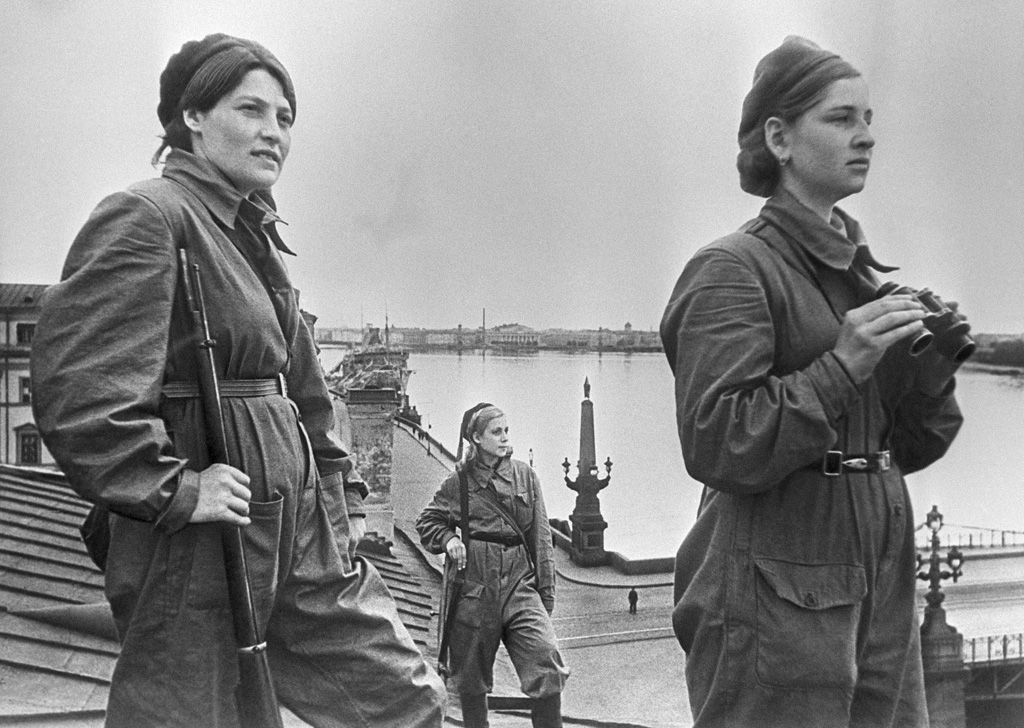
Пост ВНОС, военнослужащие ВВНОС, ПВО РККА, Ленинград, 1 мая 1942 года, фото Бориса Кудоярова.

Пост (фр. poste, от лат. positus — поставленный), слово, имеющее в военном деле следующие значения:
1. всё, порученное для охраны и обороны часовому, а также место или участок местности, на котором он исполняет свои обязанности. К постам относятся и охраняемые техническими средствами охраны объекты, и участки местности, где эти средства установлены;
2. военнослужащий (группа, небольшое подразделение, формирование), выполняющий специальную задачу. К таковым относятся пост наведения авиации, пост корректирования артиллерии, пост пограничной охраны, пост регулирования движения, комендантский пост, контрольно-пропускной пост, пост подслушивания, пост радиоперехвата и другие;
3. место на корабле (помещение, участок палубы) оборудованное техническими средствами, на котором выполняют свои обязанности лица несущие службу корабельных нарядов. Подразделяются по виду и назначению на посты корабельного дежурства, посты корабельной вахты и специальной вахты. К примеру на корабле могут быть посты живучести, посты энергетики и живучести, посты медицинской помощи, пост водолазный и другие[5].